# Apatura pseudopallas
Apatura pseudopallas är en fjärilsart som beskrevs av Hans Fruhstorfer 1909. Apatura pseudopallas ingår i släktet Apatura och familjen praktfjärilar. Inga underarter finns listade i Catalogue of Life.